# Rudgea sprucei
Rudgea sprucei är en måreväxtart som beskrevs av Paul Carpenter Standley. Rudgea sprucei ingår i släktet Rudgea och familjen måreväxter. Inga underarter finns listade i Catalogue of Life.